# Dianthus klokovii
Dianthus klokovii là loài thực vật có hoa thuộc họ Cẩm chướng. Loài này được Knjasev mô tả khoa học đầu tiên năm 1997.